# توماس رووي برايس جونيور
توماس رووي برايس جونيور (بالإنجليزية: Thomas Rowe Price, Jr.)‏ هو شخصية أعمال أمريكي، ولد في 16 مارس 1898 في Glyndon, Maryland ‏ في الولايات المتحدة، وتوفي في 20 أكتوبر 1983 في بالتيمور في الولايات المتحدة.